# (36492) 2000 QW46
2000 QW46 (asteroide 36492) é um asteroide da cintura principal. Possui uma excentricidade de 0.20517880 e uma inclinação de 4.16010º.
Este asteroide foi descoberto no dia 24 de agosto de 2000 por LINEAR em Socorro.